# روجر هارجريفز
تشارلز روجر هارجريفز (بالإنجليزية: Roger Hargreaves) (من 9 مايو 1935 إلي 11 سبتمبر 1988) هو مؤلف ورسام  إنجليزي  لكتب الأطفال, ومن أشهر أعماله سلسلة مستر مين وليتل ميس، والموجهة لصغار القراء. وقد كانت قصص كتبه البسيطة والمسلية بألوانها المبهجة ورسوماتها التوضيحية الجريئة جزءًا من الثقافة الشعبية لأكثر من 25 عامًا محققةً مبيعات تزيد على 85 مليون نسخة في جميع أنحاء العالم بعشرين لغة.

## ولادته
ولد هارجيفز في مستشفى خاص في 210 شارع باث, بكليهيتون, غرب يوركشاير, بإنجلترا, من أبوين يدعيان ألفريد ريجنالد واثيل ماري هارجريفز ونشأ في هاي ليز, 703 شارع هاليفاكس,بكليهتون أيضًا، والذي يوجد خارجه حاليًا لوحة تذكارية. وقد قضى سنة في العمل بمغسلة والده للملابس والتنظيف الجاف قبل بدء العمل في مجال الإعلانات.إلا أن طموحه الأصلي كان أن يصبح رسام كاريكاتير;
وفي عام 1971, وبينما كان يعمل كمدير إبداعي بإحدى الشركات في لندن, قام بتأليف أول كتاب له من سلسلة مستر مين, وهو، مستر تيكل. وواجه في البداية صعوبة العثور علي ناشر, ولكن بمجرد عثوره عليه، حققت سلسلة الكتب نجاحًا فوريًا حيث تم بيع أكثر من مليون نسخة خلال ثلاث سنوات. وفي عام 1975 أنتج تلفزيون هيئة الإذاعة البريطانية (بي بي سي) مسلسل رسوم متحركة بعنوان مستر مين شو, وأذيعت حلقة مستر تيكل بصوت أرثر لو.

## بداية سلاسله الفنية
وبحلول عام 1976، استقال هارجريفز من عمله بالفترة الصباحية. وفي عام 1981, بدأت سلسلة كتب ليتل ميس في الظهور. والتي تحولت أيضا عام 1983 إلي مسلسل تليفزيوني قام كل من جون ألديرتون, بالأداء الصوتى للرجال و بولين كولينز, بالأداء الصوتي للسيدات. وبالرغم من أن هارجريفز قام بتأليف العديد من قصص الأطفال الأخرى مثل سلسلة تمبكتو والتي تتألف من 25 كتابًا, وجون ماوس والكتب المستديرة والمربعة، إلا أن أشهرها هي الستة وأربعين كتابًا من سلسلة مستر مين والثلاثة وثلاثين كتابًا من سلسلة ليتل ميس.

## أسرته
أنجب هارجريفز من زوجته كريستين أربعة أطفال هم: آدم, وجايلز, والتوأم صوفي وأميليا. وقد ورد أن أول شخصيات مستر مين قد تم ابتداعها عندما سأل آدم والده كيف تبدو "المداعبة: حينئذٍ رسم هارجريفيز شكلاً له جسم برتقالي مستدير وله ذراعين طويلين من المطاط والذي أصبح فيما بعد مستر تيكل "وهي تعني المداعبة باللغة الإنجليزية".

## وفاته
عاش هارجريفز سنواته الأخيرة في مقاطعة جرينزي.
وبعد أن توفي هارجريفز جراء إصابته بسكتة دماغية عام 1992, أكمل آدم مسيرة والده في كتابة ورسم شخصيات مستر مين وليتل ميس وتقديمها في قصص جديدة. إلا أن كريستين باعت في شهر أبريل عام 2004 حقوق ملكية شخصيات مستر مين لمجموعة  كوريون الإنجليزية للترفيه مقابل 28 مليون جنيه إسترليني.

## وصلات خارجية
- روجر هارجريفز على موقع IMDb (الإنجليزية)
- روجر هارجريفز على موقع الموسوعة البريطانية (الإنجليزية)
- روجر هارجريفز على موقع ميوزك برينز (الإنجليزية)
- روجر هارجريفز على موقع إن إن دي بي (الإنجليزية)